# هارولد أليسون
هارولد أليسون (بالإنجليزية: Harold Allison) هو سياسي أسترالي، ولد في 10 يوليو 1930. حزبياً، نشط في حزب أستراليا الليبرالي (فرع جنوب أستراليا) ‏.

## مناصب
- وزير التعليم (18 سبتمبر 1979 – 10 نوفمبر 1982).
- وزير شؤون السكان الأصليين (18 سبتمبر 1979 – 5 مارس 1982).
- في 1993 South Australian state election [الإنجليزية]‏، انتخب عضو مجلس النواب جنوب أستراليا من الجمعية عن دائرة Electoral district of Gordon (South Australia) [الإنجليزية]‏ وقد انضم خلال فترته النيابية ‏ (11 ديسمبر 1993 – 10 أكتوبر 1997) للكتلة البرلمانية حزب أستراليا الليبرالي (فرع جنوب أستراليا) [الإنجليزية]‏.
- انتخب عضو مجلس النواب جنوب أستراليا من الجمعية عن دائرة Electoral district of Mount Gambier [الإنجليزية]‏ وقد انضم خلال فترته النيابية (12 يوليو 1975 – 10 ديسمبر 1993) للكتلة البرلمانية حزب أستراليا الليبرالي (فرع جنوب أستراليا) [الإنجليزية]‏.